# Giải quần vợt Mỹ Mở rộng 2020
Giải quần vợt Mỹ Mở rộng 2020 là giải đấu quần vợt lần thứ 140 của Mỹ Mở rộng và là Grand Slam thứ 4 trong năm. Giải đấu được tổ chức trên mặt sân cứng ngoài trời tại Trung tâm Quần vợt Quốc gia USTA Billie Jean King ở Queens, New York.
Rafael Nadal và Bianca Andreescu là đương kim vô địch đơn nam và đơn nữ; tuy nhiên cả hai đều không tham dự giải. Nadal đã rút lui vì lo ngại đại dịch COVID-19, trong khi Andreescu nói rằng đại dịch đã ảnh hưởng đến sự chuẩn bị của cô.

## Phân phối điểm và tiền thưởng

### Điểm
Dưới đây là các bảng phân phối điểm cho các vòng đấu theo mỗi nội dung thi đấu.

#### Chuyên nghiệp
| Nội dung | VĐ   | CK   | BK  | TK  | 1/16 | 1/32 | 1/64 | 1/128 |
| Đơn nam  | 2000 | 1200 | 720 | 360 | 180  | 90   | 45   | 10    |
| Đôi nam  | 1000 | 600  | 360 | 180 | 90   | 0    | —    | —     |
| Đơn nữ   | 2000 | 1300 | 780 | 430 | 240  | 130  | 70   | 10    |
| Đôi nữ   | 2000 | 1300 | 780 | 430 | 240  | 10   | —    | —     |

#### Xe lăn
| Nội dung | VĐ  | CK  | BK/Hạng 3 | TK/Hạng 4 |
| Đơn      | 800 | 500 | 375       | 100       |
| Đôi      | 800 | 500 | 100       | —         |
| Đơn Quad | 800 | 500 | 375       | 100       |
| Đôi Quad | 800 | 100 | —         | —         |

### Tiền thưởng
| Nội dung | VĐ         | CK         | BK       | TK       | 1/16     | 1/32     | 1/64     | 1/128   |
| Đơn      | 3.000.000$ | 1.500.000$ | 800.000$ | 425.000$ | 250.000$ | 163 000$ | 100.000$ | 61.000$ |
| Đôi *    | 400 000$   | 240.000$   | 130 000$ | 91.000$  | 50.000$  | 30.000$  | —        | —       |

*mỗi đội

## Nội dung đơn

### Đơn nam
| Vô địch                   | Vô địch                   | Á quân                  | Á quân                      |
| ------------------------- | ------------------------- | ----------------------- | --------------------------- |
| Dominic Thiem [2]         | Dominic Thiem [2]         | Alexander Zverev [5]    | Alexander Zverev [5]        |
| Thua bán kết              |                           |                         |                             |
| Pablo Carreño Busta [20]  | Pablo Carreño Busta [20]  | Daniil Medvedev [3]     | Daniil Medvedev [3]         |
| Thua tứ kết               |                           |                         |                             |
| Denis Shapovalov [12]     | Borna Ćorić [27]          | Andrey Rublev [10]      | Alex de Minaur [21]         |
| Thua vòng 4               |                           |                         |                             |
| Novak Djokovic [1]        | David Goffin [7]          | Jordan Thompson         | Alejandro Davidovich Fokina |
| Matteo Berrettini [6]     | Frances Tiafoe            | Vasek Pospisil          | Félix Auger-Aliassime [15]  |
| Thua vòng 3               |                           |                         |                             |
| Jan-Lennard Struff [28]   | Ričardas Berankis         | Taylor Fritz [19]       | Filip Krajinović [26]       |
| Stefanos Tsitsipas [4]    | Mikhail Kukushkin         | Cameron Norrie          | Adrian Mannarino [32]       |
| Casper Ruud [30]          | Salvatore Caruso          | Márton Fucsovics        | Jeffrey John Wolf (WC)      |
| Roberto Bautista Agut [8] | Karen Khachanov [11]      | Corentin Moutet         | Marin Čilić [31]            |
| Thua vòng 2               |                           |                         |                             |
| Kyle Edmund               | Michael Mmoh (WC)         | Mitchell Krueger (WC)   | Steve Johnson               |
| Kwon Soon-woo             | Gilles Simon              | Marcos Giron            | Lloyd Harris                |
| Maxime Cressy (WC)        | Juan Ignacio Londero      | Egor Gerasimov          | Cristian Garín [13]         |
| Federico Coria            | Hubert Hurkacz [24]       | Jack Sock (PR)          | Brandon Nakashima (WC)      |
| Ugo Humbert               | Emil Ruusuvuori           | Ernesto Escobedo (Alt)  | Grégoire Barrère            |
| Grigor Dimitrov [14]      | John Millman              | Roberto Carballés Baena | Christopher O'Connell       |
| Miomir Kecmanović         | Milos Raonic [25]         | Richard Gasquet         | Andrey Kuznetsov (PR)       |
| Andy Murray               | Dan Evans [23]            | Norbert Gombos          | Sumit Nagal                 |
| Thua vòng 1               |                           |                         |                             |
| Damir Džumhur             | Alexander Bublik          | João Sousa              | Pedro Martínez              |
| Yasutaka Uchiyama         | Pedro Sousa               | Federico Gaio           | John Isner [16]             |
| Sebastian Korda (WC)      | Thai-Son Kwiatkowski (WC) | Mohamed Safwat          | Dominik Koepfer             |
| Mikael Ymer               | Marc Polmans              | Marco Cecchinato        | Reilly Opelka               |
| Albert Ramos Viñolas      | Jozef Kovalík             | Evgeny Donskoy          | Pablo Andújar               |
| Dušan Lajović [18]        | Stefano Travaglia         | Attila Balázs           | Ulises Blanch (WC)          |
| Diego Schwartzman [9]     | Jason Jung                | Dennis Novak            | Peter Gojowczyk             |
| Lorenzo Sonego            | Pablo Cuevas              | Paolo Lorenzi           | Kevin Anderson              |
| Go Soeda                  | Yūichi Sugita             | Aljaž Bedene            | Mackenzie McDonald (PR)     |
| Kamil Majchrzak           | James Duckworth           | Taro Daniel             | Jérémy Chardy               |
| Tommy Paul                | Hugo Dellien              | Andreas Seppi           | Nikoloz Basilashvili [22]   |
| Guido Pella [29]          | Feliciano López           | Laslo Đere              | Federico Delbonis           |
| Tennys Sandgren           | Gianluca Mager            | Philipp Kohlschreiber   | Leonardo Mayer              |
| Andrej Martin             | Ivo Karlović              | Sam Querrey             | Jannik Sinner               |
| Thiago Monteiro           | Yoshihito Nishioka        | Jiří Veselý             | Thiago Seyboth Wild         |
| Denis Kudla               | Radu Albot                | Bradley Klahn           | Jaume Munar                 |

### Đơn nữ
| Vô địch                  | Vô địch                    | Á quân                   | Á quân                    |
| ------------------------ | -------------------------- | ------------------------ | ------------------------- |
| Naomi Osaka [4]          | Naomi Osaka [4]            | Victoria Azarenka        | Victoria Azarenka         |
| Thua bán kết             |                            |                          |                           |
| Jennifer Brady [28]      | Jennifer Brady [28]        | Serena Williams [3]      | Serena Williams [3]       |
| Thua tứ kết              |                            |                          |                           |
| Yulia Putintseva [23]    | Shelby Rogers              | Tsvetana Pironkova (PR)  | Elise Mertens [16]        |
| Thua vòng 4              |                            |                          |                           |
| Angelique Kerber [17]    | Petra Martić [8]           | Anett Kontaveit [14]     | Petra Kvitová [6]         |
| Alizé Cornet             | Maria Sakkari [15]         | Karolína Muchová [20]    | Sofia Kenin [2]           |
| Thua vòng 3              |                            |                          |                           |
| Caroline Garcia          | Ann Li                     | Aliaksandra Sasnovich    | Varvara Gracheva          |
| Marta Kostyuk            | Magda Linette [24]         | Madison Brengle          | Jessica Pegula            |
| Madison Keys [7]         | Donna Vekić [18]           | Amanda Anisimova [22]    | Sloane Stephens [26]      |
| Iga Świątek              | Sorana Cîrstea             | Caty McNally             | Ons Jabeur [27]           |
| Thua vòng 2              |                            |                          |                           |
| Karolína Plíšková [1]    | CiCi Bellis (WC)           | Anna-Lena Friedsam       | Alison Riske [13]         |
| Markéta Vondroušová [12] | Vera Lapko (PR)            | Kristina Mladenovic [30] | Kateryna Bondarenko (PR)  |
| Camila Giorgi            | Anastasija Sevastova [31]  | Danka Kovinić            | Kaja Juvan                |
| Elena Rybakina [11]      | Dayana Yastremska [19]     | Kirsten Flipkens         | Kateryna Kozlova          |
| Aliona Bolsova           | Ysaline Bonaventure        | Patricia Maria Țig       | Garbiñe Muguruza [10]     |
| Bernarda Pera            | Katrina Scott (WC)         | Olga Govortsova          | Margarita Gasparyan       |
| Aryna Sabalenka [5]      | Sachia Vickery (WC)        | Anna Kalinskaya          | Johanna Konta [9]         |
| Sara Sorribes Tormo      | Ekaterina Alexandrova [21] | Kaia Kanepi              | Leylah Annie Fernandez    |
| Thua vòng 1              |                            |                          |                           |
| Anhelina Kalinina        | Jasmine Paolini            | Tamara Korpatsch         | Anna Blinkova             |
| Ajla Tomljanović         | Caroline Dolehide          | Arantxa Rus              | Tatjana Maria             |
| Greet Minnen             | Francesca Di Lorenzo       | Viktorija Golubic        | Robin Montgomery (WC)     |
| Hailey Baptiste (WC)     | Paula Badosa               | Allie Kiick (WC)         | Tereza Martincová         |
| Misaki Doi               | Alison Van Uytvanck        | Daria Kasatkina          | Coco Gauff                |
| Maddison Inglis          | Lizette Cabrera            | Usue Maitane Arconada    | Danielle Collins          |
| Katarina Zavatska        | Irina Khromacheva (PR)     | Arina Rodionova (Alt)    | Astra Sharma              |
| Rebecca Peterson [32]    | Marie Bouzková             | Whitney Osuigwe          | Irina-Camelia Begu        |
| Tímea Babos              | Jil Teichmann              | Lauren Davis             | Zhang Shuai [25]          |
| Kristýna Plíšková        | Kurumi Nara                | Liudmila Samsonova       | Nao Hibino                |
| Stefanie Vögele          | Zarina Diyas               | Natalia Vikhlyantseva    | Viktoriya Tomova          |
| Mihaela Buzărnescu       | Asia Muhammad (Alt)        | Monica Puig              | Kristie Ahn               |
| Océane Dodin             | Barbara Haas               | Taylor Townsend          | Veronika Kudermetova [29] |
| Venus Williams           | Nina Stojanović            | Christina McHale         | Heather Watson            |
| Laura Siegemund          | Claire Liu (WC)            | Viktória Kužmová         | Kim Clijsters (WC)        |
| Katarzyna Kawa           | Kateřina Siniaková         | Vera Zvonareva (PR)      | Yanina Wickmayer          |